# Triozastus banghaasi
Triozastus banghaasi is een keversoort uit de familie snuitkevers (Curculionidae). De wetenschappelijke naam van de soort werd in 1905 gepubliceerd door Ludwig Wilhelm Schaufuss.